# Karol Napierski
Karol Napierski (ur. 1940) – polski prawnik, prokurator, w latach 2001–2005 prokurator krajowy.

## Życiorys
Ukończył studia prawnicze, w prokuraturze zatrudniony od początku lat 60. (początkowo od 1964 w Prokuraturze Rejonowej w Pułtusku). W latach 80. kierował Prokuraturą Powiatową w Ostrołęce, następnie Prokuraturą Powiatową i Rejonową Otwocku. Przez trzy lata pracował w Ministerstwie Sprawiedliwości. Od 1993 był zastępcą, a od 1997 szefem Prokuratury Apelacyjnej w Warszawie, z funkcji odwołał go w marcu 2001 Lech Kaczyński. Następnie pracował w Biurze Postępowania Sądowego Prokuratury Krajowej.
17 grudnia 2001 powołany na stanowisko prokuratora krajowego. Po czterech latach zrezygnował wskutek zapowiedzi odwołania przez ministra sprawiedliwości Zbigniewa Ziobrę. Stało się to po ujawnieniu, że Napierski w 1985 oskarżył Grażynę Broniszewską, żonę opozycjonisty, o pobicie funkcjonariuszy SB w sytuacji, gdy to ona sama padła ofiarą pobicia.
Żonaty, ma dwoje dzieci.